# Viadrus
Viadrus ist der seit dem 16. Jahrhundert belegte lateinische Name (lateinisch Viadrus fluvius ) und als Flussgott die Personifikation des Flusses Oder, der in Mähren entspringt und durch Schlesien, Brandenburg und Pommern fließt und in der Ostsee mündet.

## Etymologie

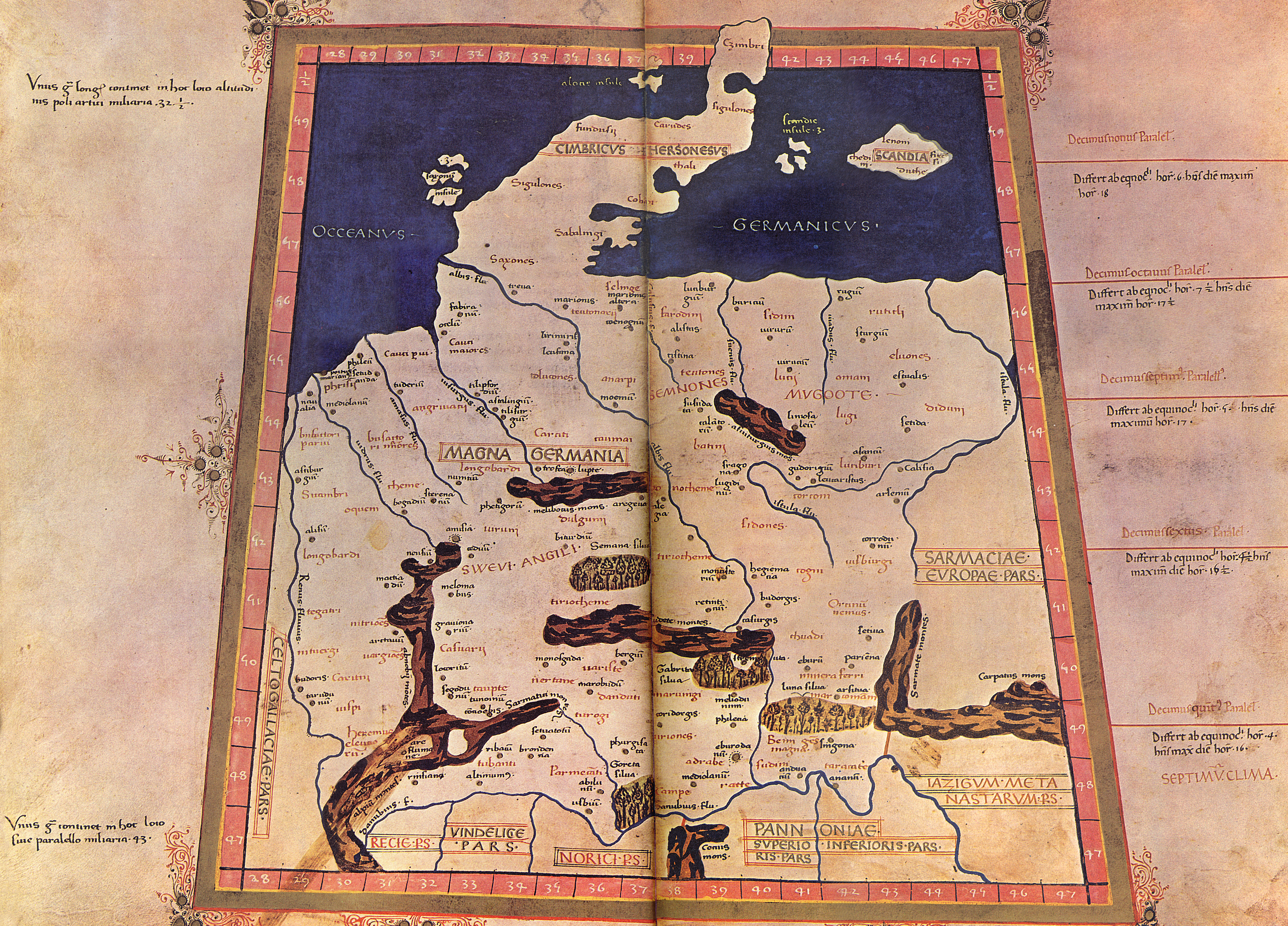
Magna Germania nach Ptolemaios mit den beiden Flüssen Suenus und Viadua

Ein antiker Name der Oder ist nicht sicher bekannt. In dem Text Dagome Iudex nennt Mieszko I. um 990 den Fluss Oddera als westliche Grenze Großpolens. Der neulateinische Name des Flusses Viadrus fluvius scheint auf den Gelehrten Jodocus Willich, Professor in Frankfurt an der Oder, zurückzugehen, der 1543 als Druckort einer Schrift Francofordii cis Viadrum angab.
In Frankfurt (Oder) trägt die Europa-Universität Viadrina den von Viadrus abgeleiteten Namen Viadrina (die am Viadrus Gelegene). Schon die historische Vorgängeruniversität, die Brandenburgische Universität Frankfurt, trug diesen Beinamen.
Moderne Schriftsteller befürchten, dass der Name Viadrus von dem Gelehrten Jodocus Willich 1543 fälschlich für die Oder eingeführt worden wäre. Alfred Stückelberger von der Ptolemaios-Forschungsstelle der Universität Bern und der Berliner Professor Dieter Lelgemann, Projektleiter bei der Deutschen Forschungsgemeinschaft, vermuten mit ihren Mitarbeitern, dass die Oder der von Ptolemaios erwähnte Suebus mit Mündung in Swinemünde sei, während die bei Ptolemaios erwähnte Viadua die Wieprza (Wipper) sei, ein Fluss zwischen Oder und Weichsel, der bei Darłówko (ehemals Rügenwaldermünde) in die Ostsee mündet.

## Bildliche Darstellung

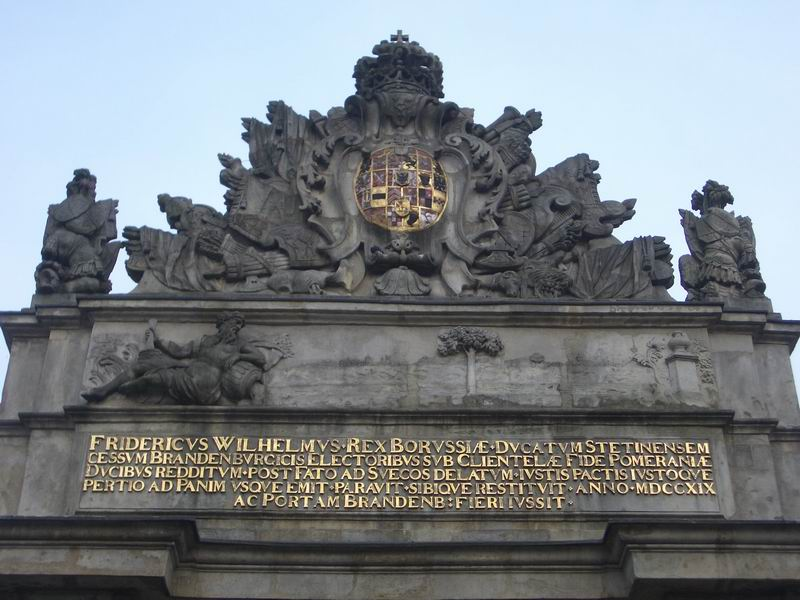
Viadrus auf dem Fries des Berliner Tors in Stettin

Viadrus wird häufig als kräftiger, erwachsener Mann dargestellt mit Schilfblättern im Haar, mit dem Himation bekleidet, dem Ruder in der einen und der Quellvase in der anderen Hand.
- Deckblatt Martin Opitz: Einen der ältesten Hinweise enthält das Deckblatt des Buches „Acht Bücher Deutscher Poematum“ von Martin Opitz gedruckt 1625 in Breslau.[3] Der Gott ist hier mit Viader bezeichnet und die Darstellung weist darauf hin, dass das Buch in Breslau gedruckt wurde.
- Um 1725 entstand eine Darstellung des Viadrus am damaligen Berliner Tor in Stettin (heute Brama Portowa – deutsch: Hafentor – in Szczecin).
- Barockmalerei mit Viadruspersonifikation: Im ehemaligen Jesuitenkolleg in Breslau befindet sich in der Musikempore der Aula Leopoldina eine barocke Deckenmalerei aus dem Jahre 1732 von Johann Christoph Handke aus Olmütz. Auf dem Thron unter einem Baldachin sitzt Silesia, die weibliche Personifikation Schlesiens. Auf der rechten Seite sitzt, in Richtung Stadtzentrum, Wratislavia, die Schutzpatronin und Personifikation Breslaus, der Hauptstadt Schlesiens. Auf der linken Seite, in Richtung des Flusses, sitzt Viadrus als Personifikation der Oder. Der bärtige Gott trägt Blätter im Haar, hält ein Paddel und stützt sich auf eine Quellvase, aus der eine Schlange mit dem fließenden Wasser entweicht.[4]
- Ebenfalls im ehemaligen Jesuitenkolleg in Breslau befindet sich eine Malerei von Felix Anton Scheffler aus dem Jahre 1734 mit dem Viadrus im Kaiserlichen Treppenhaus.Stahlblechskulptur des Odergotts Viadrus, Güstebieser Loose, Brandenburg, Bildhauer Horst Engelhardt, 2009

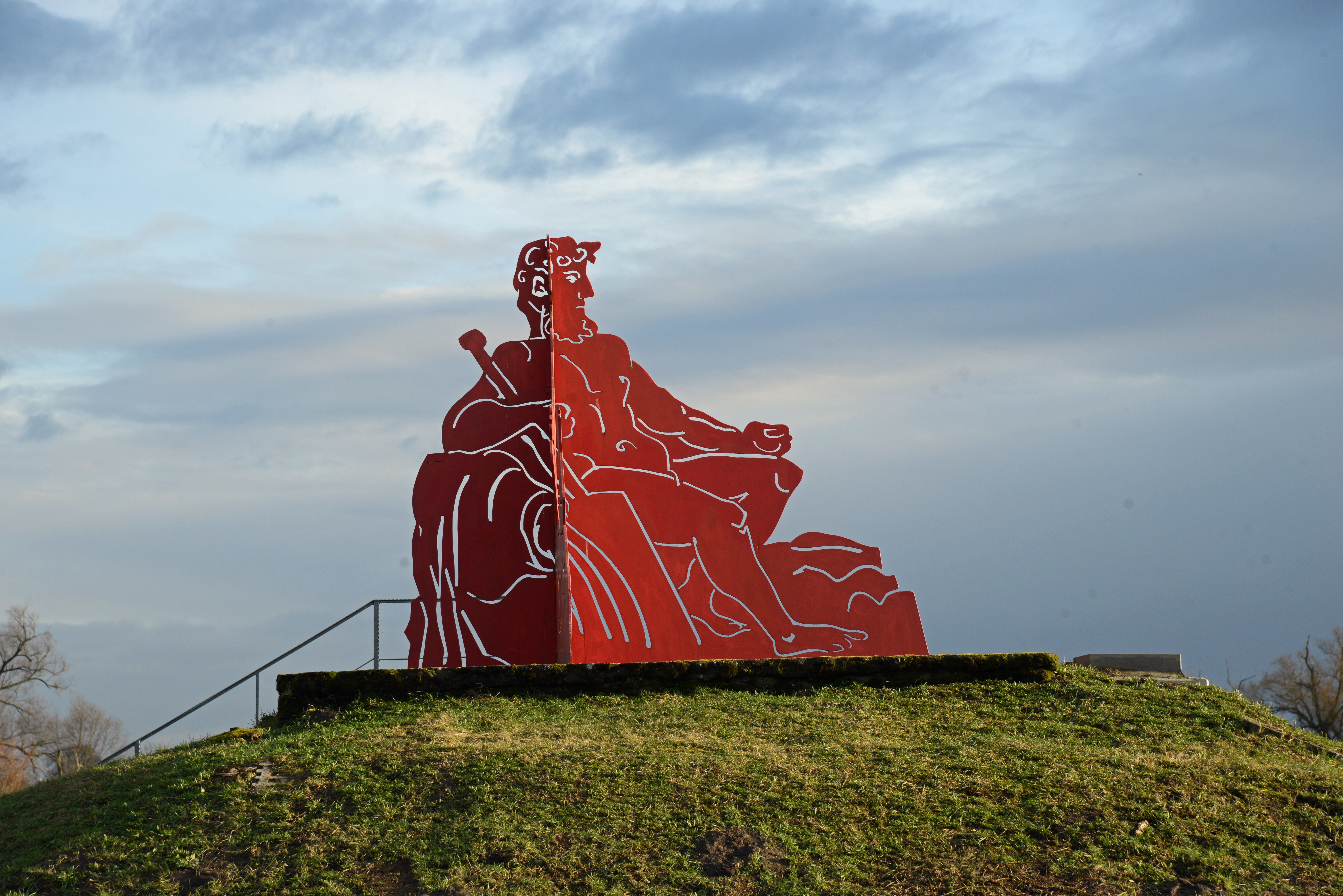
Stahlblechskulptur des Odergotts Viadrus, Güstebieser Loose, Brandenburg, Bildhauer Horst Engelhardt, 2009

- Stahlblechskulptur Odergott Viadrus:  Die 3 Meter hohe Stahlblechskulptur des Odergottes Viadrus steht am Fähranleger der deutsch-polnischen Fähre in Güstebieser Loose auf einem kleinen Hügel an der Oder. Sie wurde 2009 vom Bildhauer Horst Engelhardt entworfen und durch die Schiffswerft Oderberg aus 15 mm dickem dänischem Schiffsstahl hergestellt.[5] Initiiert wurde das Projekt vom Augenarzt Ernst-Otto Denk aus Bad Freienwalde.[6] Der Stahl ist rot gestrichen. Der nackte Odergott ist mit einem Manteltuch (Himation) umhüllt und hält ein Ruder. Unter dem Manteltuch schaut eine Quellvase hervor, aus der das Wasser der Oder rinnt. Der Gott schaut majestätisch stromabwärts nach Norden in Richtung der Odermündung in die Ostsee. In der Darstellung symbolisiert der Wassergott heute ein modernes Europa und den Fluss als Bindeglied der Anrainerstaaten der Oder.[7] Die Kosten für die Aufstellung der Skulptur hatte der Verein für Geschichte, Kunst und Kultur Neulewin getragen und LEADER-Fördermittel eingesetzt. Ursprünglich war ein Ensemble aus drei Figuren geplant. Eine acht Meter hohe und fünf Meter breite „Gelbe Oderfürstin“ sollte in Sichtline auf der anderen Seite der Oder im polnischen Goszdowice (deutsch Güstebiese) stehen. Viadrus und Oderfürstin sollten das deutsche und polnische Ufer der Oder im vereinten Europa  wiedervereinigen. Eine „Blaue Odernixe“ sollte an der Kreuzung zwischen Neulewin und Altlewin stehen. Die Modelle sind im Bildhaueratelier Horst Engelhardts in Jäckelsbruch noch vorhanden.[5]